# Telecomunicações Móveis Nacionais
A Telecomunicações Móveis Nacionais (denominada TMN e anteriormente Serviço Telemóvel entre 1989 e 1991) foi uma empresa portuguesa de comunicações fixas, móveis, internet e portais. Sucedendo a um consórcio entre os TLP e os CTT, que foi estabelecido em 1989 e que operava com o nome "Serviço Telemóvel", foi fundada em 22 de março de 1991, numa parceria entre os CTT (que seria substituída pela Portugal Telecom, anteriormente denominada Telecom Portugal em 1992), os TLP e a Marconi. Essas duas últimas seriam adquiridas pelo grupo PT, hoje controlado pela Altice Portugal. Em janeiro de 2014, a Portugal Telecom fundiu as marcas TMN e MEO. No dia 27 de janeiro de 2014 a TMN passou a ser denominada MEO. A empresa foi extinta e os seus ativos foram integrados na PT Comunicações. 
Em fevereiro de 2014, após 2 meses de integrar a marca MEO, a página da TMN foi encerrado nas redes sociais, sendo que migrou para o MEO, da PT.
Atuou no mercado português, primeiro com uma rede analógica e, mais tarde, com uma rede digital GSM. Em 21 de abril de 2004, iniciou as operações com a tecnologia UMTS. Também detinha licença para a prestação do serviço fixo de telefone por acesso indireto. Utilizando as redes da PT Comunicações, e o prefixo 1096, era comercializado Fix Empresas.
Até 1992, a telecomunicações móveis era exclusiva, quando foi fundada em outubro de 1992 lançou a Telecel (hoje Vodafone) e em setembro de 1998, a Optimus (hoje NOS). Em 2007, a empresa TMN (PT Comunicações) tornou-se a separação entre a PT e a PT Multimédia. O festival de verão da TMN, chamado SWTMN, mudou de nome para MEO Sudoeste em 2013.
Detinha mais de 7 milhões de clientes de serviço móvel.

### Cartão MIMO
Foi a primeira operadora móvel portuguesa a introduzir o conceito de cartões pré-pagos. A ideia foi de Margarida Cunha, então gerente de marketing da empresa. Nessa modalidade, o usuário paga, não pela assinatura básica do serviço, mas pelo tempo de uso, na forma de créditos. O primeiro cartão pré-pago do mundo chamava-se Mimo, e foi lançado no dia 7 de setembro de 1995.